# Keroro軍曹
《Keroro軍曹》是日本漫畫家吉崎觀音所創作的日本漫畫作品。於1999年開始連載於《月刊少年Ace》雜誌。描述一群青蛙型外星人來到地球後，策劃各種侵略地球的計劃並引發笑料的故事。並於2024年發賣單行本上宣布連載25週年的消息。
本作品以其對日本各大經典ACG作品的戲仿而聞名。還曾出現針對政治家、綜藝節目、特攝、連續劇和電影所做的嘲諷風格。

## 劇情簡介
「伽瑪（Gamma）星雲第58號行星·宇宙侵略軍特殊先鋒部隊隊長」Keroro軍曹，為了要進行征服藍星（劇中設定為全宇宙對地球的稱呼，但地球人除外。漫畫版原文為，因帶藐視之意而在日本境內為禁播的詞彙，在動畫版中改為。香港有線電視版本直接翻譯為地球。）前的準備工作，而潛入日向家。但卻輕易的被冬樹和夏美擄獲，侵略用武器Kero球也落入冬樹手中。其後，侵略總部以將有被發現的危險性為由，緊急撤離地球，留下了在藍星的先鋒部隊。於是，Keroro軍曹開始了隸屬於日向家的生活。隨後軍曹的部下們—「雙重人格」Tamama二等兵、「燃燒鬥士」Giroro伍長、「電脑系」Kururu曹長、「暗殺兵」Dororo兵長和「恐怖大王」安哥爾·摩亞也相繼登場……。
原先在1998年連載前的短篇中，設定為夏美從祖母手上接收了一隻異常大隻的蝌蚪，並把夏美的友人嚇了一跳，而蝌蚪雖然聲明自己只是落難於地球的外星人，但實際上前來探查並準備侵略地球的故事，而這個故事在原作225話和232話中作了延伸與後續的交代。

## 登場人物
- Keroro
- Giroro
- Tamama
- Dororo
- Kululu

- 日向冬樹
- 日向夏美
- 西澤桃華

## 出版書籍
| 卷數 | 角川書店       | 角川書店               | 台灣角川       | 台灣角川               |
| 卷數 | 發售日期       | ISBN                   | 發售日期       | ISBN                   |
| ---- | -------------- | ---------------------- | -------------- | ---------------------- |
| 1    | 1999年12月1日  | ISBN 4-04-713307-8     | 2002年1月21日  | ISBN 986-7993-07-1     |
| 2    | 2000年7月1日   | ISBN 4-04-713344-2     | 2002年3月26日  | ISBN 986-7993-11-X     |
| 3    | 2001年3月1日   | ISBN 4-04-713396-5     | 2002年6月26日  | ISBN 986-7993-24-1     |
| 4    | 2001年10月1日  | ISBN 4-04-713455-4     | 2002年10月16日 | ISBN 986-7993-48-9     |
| 5    | 2002年6月1日   | ISBN 4-04-713496-1     | 2003年1月20日  | ISBN 986-7993-67-5     |
| 6    | 2003年2月1日   | ISBN 4-04-713532-1     | 2003年5月24日  | ISBN 986-7993-96-9     |
| 7    | 2003年10月1日  | ISBN 4-04-713574-7     | 2003年12月26日 | ISBN 986-7664-52-3     |
| 8    | 2004年3月27日  | ISBN 4-04-713613-1     | 2004年9月14日  | ISBN 986-7427-36-X     |
| 9    | 2004年8月10日  | ISBN 4-04-713651-4     | 2005年1月20日  | ISBN 986-7427-97-1     |
| 10   | 2005年2月26日  | ISBN 4-04-713705-7     | 2005年7月21日  | ISBN 986-7189-09-4     |
| 11   | 2005年10月8日  | ISBN 4-04-713762-6     | 2006年2月14日  | ISBN 986-174-016-3     |
| 12   | 2006年2月25日  | ISBN 4-04-713791-X     | 2006年6月17日  | ISBN 986-174-068-6     |
| 13   | 2006年7月26日  | ISBN 4-04-713837-1     | 2006年10月25日 | ISBN 986-174-165-8     |
| 14   | 2007年2月26日  | ISBN 4-04-713903-9     | 2007年6月7日   | ISBN 978-986-174-354-7 |
| 15   | 2007年7月26日  | ISBN 4-04-713939-4     | 2007年12月29日 | ISBN 978-986-174-543-5 |
| 16   | 2008年3月3日   | ISBN 978-4-04-715021-8 | 2008年7月8日   | ISBN 978-986-174-719-4 |
| 17   | 2008年8月8日   | ISBN 978-4-04-715092-8 | 2009年4月8日   | ISBN 978-986-174-988-4 |
| 18   | 2009年3月13日  | ISBN 978-4-04-715179-6 | 2009年7月31日  | ISBN 978-986-237-184-8 |
| 19   | 2009年8月4日   | ISBN 978-4-04-715295-3 | 2010年1月27日  | ISBN 978-986-237-483-2 |
| 20   | 2010年2月26日  | ISBN 978-4-04-715386-8 | 2010年7月30日  | ISBN 978-986-237-734-5 |
| 21   | 2010年9月25日  | ISBN 978-4-04-715529-9 | 2011年3月25日  | ISBN 978-986-287-090-7 |
| 22   | 2011年7月26日  | ISBN 978-4-04-715747-7 | 2012年1月18日  | ISBN 978-986-287-527-8 |
| 23   | 2012年3月26日  | ISBN 978-4-04-120170-1 | 2012年10月11日 | ISBN 978-986-287-991-7 |
| 24   | 2013年1月26日  | ISBN 978-4-04-120555-6 | 2013年9月26日  | ISBN 978-986-325-606-9 |
| 25   | 2014年3月26日  | ISBN 978-4-04-120979-0 | 2014年10月16日 | ISBN 978-986-366-202-0 |
| 26   | 2015年3月26日  | ISBN 978-4-04-102865-0 | 2016年1月13日  | ISBN 978-986-366-924-1 |
| 27   | 2016年5月26日  | ISBN 978-4-04-104273-1 | 2017年3月16日  | ISBN 978-986-473-574-7 |
| 28   | 2017年4月26日  | ISBN 978-4-04-105544-1 | 2020年12月21日 | ISBN 978-986-524-105-6 |
| 29   | 2018年5月26日  | ISBN 978-4-04-105545-8 | 2020年12月21日 | ISBN 978-986-524-106-3 |
| 30   | 2019年5月25日  | ISBN 978-4-04-107146-5 | 2020年12月21日 | ISBN 978-986-524-107-0 |
| 31   | 2020年12月25日 | ISBN 978-4-04-108582-0 | 2021年3月24日  | ISBN 978-626-321-264-0 |
| 32   | 2022年4月26日  | ISBN 978-4-04-112476-5 | 2023年2月23日  | ISBN 978-626-352-237-4 |
| 33   | 2023年5月26日  | ISBN 978-4-04-113704-8 | 2024年3月14日  | ISBN 978-626-378-662-2 |
| 34   | 2024年8月26日  | ISBN 978-4-04-115290-4 |                |                        |

限定版贈品列表
- 第7冊：附贈Keroro小隊5人的模型。

2003年9月18日發售、ISBN 4-04-900756-8
- 第9冊：附贈Keroro小隊5人的徽章，原作者特製限定版書衣。

2004年8月6日發售、ISBN 4-04-713654-0
- 第10冊：附贈帕瓦德夏美模型，內附泳裝夏美替換零件，原作者特製限定版書衣。

2005年2月17日發售、ISBN 4-04-900770-1
- 第11冊：附贈Action Keroro模型。原型設計者為淺井真紀。特別繪製書衣由湯尼嶽崎（日语：トニーたけざき）負責。

2005年9月26日發售、ISBN 4-04-900771-8
- 第12冊：劇場版公開紀念特別版。附贈Keroro、Mirara、Kiruru 3位圖案的吊飾。原作者特製限定版書衣（Keroro小隊跟夏美）。

2006年2月15日發售、ISBN 978-4-04-713792-9
- 第14冊：劇場版2公開紀念特別版。附贈Keroro、Meru、Maru 3位圖案的吊飾。原作者特製限定版書衣（Keroro小隊跟摩亞）。

2007年2月7日發售、ISBN 978-4-04-713902-2
- 第16冊：劇場版3公開紀念特別版。原作者特製限定版書衣（Keroro小隊跟桃華）。於LAWSON限定販售。

特別版：2008年2月14日發售、ISBN 978-4-04-715023-2（附贈Keroro軍曹、黑暗Keroro、Miruru 3位圖案的吊飾。）
超特別版：2008年2月14日發售、ISBN 978-4-04-715022-5（附贈武者Keroro、黑暗Keroro、Miruru 3位圖案的吊飾。）
- 第17冊：「Keroro」誕生10周年紀念特裝版。有A、B、C三個版本。原作者特製限定版書衣（Keroro小隊跟主要角色群）。

A：2008年7月17日發售、ISBN 978-4-04-715054-6
B：2008年7月17日發售、ISBN 978-4-04-715055-3
C：2008年7月17日發售、ISBN 978-4-04-715056-0
- 第18冊：劇場版4公開紀念特別版。附贈Keroro、Garuru、Keroro龍 3位圖案的吊飾。原作者特製限定版書衣（Keroro小隊跟小雪）。

2009年2月12日發售、ISBN 978-4-04-715179-6
- 第23冊：新Keroro吊飾特装版。附贈新Keroro（T-STYLE）、暴走Keroro、金阿彌明 3位圖案的吊飾。原作者特製限定版書衣（新Keroro、暴走Keroro、冬樹、火之原燈、金阿彌明）。

2012年3月19日發售、ISBN 978-4-04-715791-0

### 特別編輯版
有些漫畫編集會依照特定主題，將分散於各單行本中，與主題相關的故事重新集合、收錄，並增加特別內容的「特別編集版」漫畫。全5冊。
| 日文書名 | 中文書名                              | 角川書店       | 角川書店           | 台灣角川      | 台灣角川               |
| 日文書名 | 中文書名                              | 發售日期       | ISBN               | 發售日期      | ISBN                   |
| -------- | ------------------------------------- | -------------- | ------------------ | ------------- | ---------------------- |
|          | Keroro軍曹Pink 女性角色大活躍篇       | 2004年3月30日  | ISBN 4-04-924969-3 | 2007年7月31日 | ISBN 978-986-174-426-1 |
|          | Keroro軍曹Red 狂熱的宅魂篇            | 2004年3月30日  | ISBN 4-04-924968-5 | 2007年7月31日 | ISBN 978-986-174-427-8 |
|          | Keroro軍曹Green Keroro小隊5人眾集結編 | 2004年3月30日  | ISBN 4-04-924967-7 | 2007年7月31日 | ISBN 978-986-174-423-0 |
|          | Keroro軍曹Yellow K隆星的驚異機械篇    | 2006年11月30日 | ISBN 4-04-925037-3 | 2007年7月31日 | ISBN 978-986-174-425-4 |
|          | Keroro軍曹Black Keroro小隊24小時篇    | 2006年11月30日 | ISBN 4-04-925036-5 | 2007年7月31日 | ISBN 978-986-174-424-7 |

### 小說
| 日文書名 | 中文書名                  | 角川書店      | 角川書店               | 台灣角川      | 台灣角川               |
| 日文書名 | 中文書名                  | 發售日期      | ISBN                   | 發售日期      | ISBN                   |
| -------- | ------------------------- | ------------- | ---------------------- | ------------- | ---------------------- |
|          | 愛爆發！地球消滅5秒大限！ | 2006年1月23日 | ISBN 978-4-04-853942-5 | 不適用        | 不適用                 |
|          |                           | 2006年2月22日 | ISBN 978-4-04-853943-2 | 不適用        | 不適用                 |
|          | 我是傳奇？                | 2006年3月27日 | ISBN 978-4-04-853944-9 | 不適用        | 不適用                 |
|          |                           | 2007年3月7日  | ISBN 978-4-04-854085-8 | 不適用        | 不適用                 |
|          |                           | 2008年3月10日 | ISBN 978-4-04-854168-8 | 不適用        | 不適用                 |
|          | 龍勇士的逆襲              | 2009年3月3日  | ISBN 978-4-04-631015-6 | 2011年7月20日 | ISBN 978-986-287-207-9 |
|          | 愛爆發！地球消滅5秒大限！ | 2009年6月11日 | ISBN 978-4-04-631006-4 | 2011年9月24日 | ISBN 978-986-287-336-6 |
|          |                           | 2010年2月22日 | ISBN 978-4-04-631085-9 |               |                        |
|          |                           | 2011年5月13日 | ISBN 978-4-04-631166-5 |               |                        |
|          | 我是傳奇？                | 2011年8月8日  | ISBN 978-4-04-631176-4 | 2013年6月12日 | ISBN 978-986-325-350-1 |

### 衍生漫畫
KERORO軍曹特別訓練☆戰國群星大戰鬥！（ケロロ軍曹 特別訓練☆戦国ラン星大バトル！）
漫畫：夢唄 / 原作：吉崎観音
| 冊數 | 角川書店       | 角川書店               | 台灣角川      | 台灣角川               |
| 冊數 | 發售日期       | ISBN                   | 發售日期      | ISBN                   |
| ---- | -------------- | ---------------------- | ------------- | ---------------------- |
| 1    | 2008年3月5日   | ISBN 978-4-04-715034-8 | 2008年7月2日  | ISBN 978-986-174-718-7 |
| 2    | 2008年11月21日 | ISBN 978-4-04-715138-3 | 2009年7月2日  | ISBN 978-986-237-146-6 |
| 3    | 2009年7月23日  | ISBN 978-4-04-715245-8 | 2010年1月27日 | ISBN 978-986-237-486-3 |

KERORO海賊 KERORO軍曹特別訓練☆大航海星的祕寶！（ケロロパイレーツ ケロロ軍曹特別訓練☆大コウカイ星の秘宝！）
漫畫：大槻朱留 / 原作：吉崎観音 / 企劃協力：バンダイ
| 冊數 | 角川書店      | 角川書店               | 台灣角川       | 台灣角川               |
| 冊數 | 發售日期      | ISBN                   | 發售日期       | ISBN                   |
| ---- | ------------- | ---------------------- | -------------- | ---------------------- |
| 1    | 2010年2月24日 | ISBN 978-4-04-715408-7 | 2010年12月30日 | ISBN 978-986-237-982-0 |
| 2    | 2010年9月22日 | ISBN 978-4-04-715530-5 | 2011年2月25日  | ISBN 978-986-287-065-5 |
| 3    | 2011年2月23日 | ISBN 978-4-04-715673-9 | 2011年11月9日  | ISBN 978-986-287-437-0 |

漫畫：森永 もそ / 原作：吉崎観音
- 2010年3月24日發售、ISBN 978-4-04-715402-5

四格漫畫

### 其他書籍
攻略書
| 書名 | 角川書店       | 角川書店               |
| 書名 | 發售日期       | ISBN                   |
| ---- | -------------- | ---------------------- |
|      | 2004年10月15日 | ISBN 978-4-04-707169-8 |
|      | 2005年12月22日 | ISBN 978-4-04-707210-7 |

導讀手冊
| 冊數 | 書名 | 角川書店       | 角川書店               |
| 冊數 | 書名 | 發售日期       | ISBN                   |
| ---- | ---- | -------------- | ---------------------- |
| 11.5 |      | 2005年12月26日 | ISBN 978-4-04-713775-2 |
| 22.5 |      | 2012年2月23日  | ISBN 978-4-04-120171-8 |

百科
2005年8月30日發售、ISBN 978-4-04-853893-0
- KERORO軍曹 祕密超百科（ケロロ軍曹 ひみつ超ひゃっか）

| 冊數 | 角川書店       | 角川書店               | 台灣角川       | 台灣角川               |
| 冊數 | 發售日期       | ISBN                   | 發售日期       | ISBN                   |
| ---- | -------------- | ---------------------- | -------------- | ---------------------- |
| 全   | 2007年10月26日 | ISBN 978-4-04-925053-4 | 2009年12月31日 | ISBN 978-986-237-434-4 |

## 動畫

### 電視動畫
由日昇動畫製作，並先後於日本東京電視台、台灣卡通頻道、華視、香港有線電視、無綫電視翡翠台與中國大陸華娛衛視播放。
於2004年開播為止，到2011年已有358集（最終集數），每一季有51集（第二季則是多一話有52集），現在動畫已經在2011年3月底後於第七季系列播放完結。

### 劇場版
目前為止，東京電視台、NAS與日昇動畫總共製作了五部Keroro軍曹劇場版電影，並先後於日本、台灣與香港上映。

## 爭議
- 部份人士指責《Keroro軍曹》鼓吹軍國主義，理由包括：Keroro小隊侵略地球的背景設定，實際上是暗指日本侵略亞洲；Keroro的帽子為第二次世界大戰時日本皇軍的軍帽[3]；主題曲中曾出現作為軍國主義象徵太陽旗的K隆星旗。
- 一個存在於讀者間的爭議為漫畫風格的改變：有讀者認為《Keroro軍曹》在獲得小學館漫畫賞並改編成動畫之後，風格為了迎合新增加的讀者（主要為兒童）而有了變化。被許多讀者認為是早期經典的半成人黑色幽默與廣泛的影射明顯變少甚至完全消失。《Keroro軍曹》似乎正漸漸變成單純賣弄K隆星人，而這也造成部份早期讀者流失。

- Tamama對Keroro的傾慕，也曾經被香港的基督教團體指為鼓吹同性戀 [4]。但同時也有人反駁這只是用來娛樂觀眾的情節。

## 相关事件

### 中國大陸
- 2015年，廣州海力動漫文化發展有限公司上映的動畫《超能兔戰隊》，被中國大陆網友指抄襲keroro軍曹，更有網友在日本人的Twitter上「中國有人知道《keroro軍曹》嗎？」事件引發中國大陆網友大怒，甚至在豆瓣打出2.3分的低分。還有人為它提議豆瓣開通負分功能。[5]

### 臺灣
- 2006年，前民進黨主席施明德號召百萬人上街倒扁，網路上卻出現有網友改編日本人氣動畫主角軍曹KERORO，以哀情認真的表情，搭配陳水扁總統特有的嗓音，連聲質問「阿扁錯了嗎」。[6] [7]

### 香港
- 2018年，TVB播映的《大帥哥》，被指有抄襲成份，猶如Keroro軍曹真人版，儘管劇情不相同，但從五位軍人的人物名字(發音)、角色性格、背景，都與Keroro軍曹相似。[8]

大帥哥與Keroro軍曹均以軍人為背景，同樣擁有四個部屬。Keroro軍曹麾下的Tamama、Giroro、Kururu、Dororo，分別對應的是《大帥哥》中飾演馬炭、羅義、顧落蘆和冬來。其名字發音相似，就連性格都有相同之處：馬炭遵從大哥狄奇的指令，也很依賴他，就如Keroro軍曹中的Tamama一樣；火炮營營長羅義就像Giroro一樣很有男子氣概；擔任軍師的顧落蘆為大帥出謀劃策，正如Kururu聰明絕頂；而冬來就像經常神忍的Dororo，有時候會不知所終。
- 2019年6月12日，因《逃犯條例》爭議，引發數萬人於立法會外示威，香港警務處處長盧偉聰將事件定性為612暴動，其後改稱為5人涉及暴動，不少網民反諷5人破壞力驚人，並將當日情況改圖為Keroro軍曹小隊五人角色。[10]6月21日，香港電台播出的《頭條新聞》節目My TV SUFFER環節「一人掟磚會受傷」歌曲中，MV播到「五人暴動啊太混帳」時，更引用了Keroro軍曹小隊的畫面。[11]

### 澳門
- 2011年，澳門新巴士公司維澳蓮運投入服務，由於該公司車身顏色以綠色配黃色，不論顏色及其搭配方式，均與Keroro軍曹相似，被坊間戲稱為Keroro或軍曹巴。[12]
- 2014年，澳門新時代巴士公司接管維澳蓮運，該公司繼續沿用舊公司的車身顏色，但公司商標則改為類似星形形狀，使網民稱更似Keroro軍曹。[13] [14]
- 2016年，澳門新時代巴士公司引入日本原裝進口的三菱ROSA小巴，在配上公司商標及車身顏色後，被網民進一步稱來自日本的Keroro軍曹巴正式入侵澳門。[15]

### 日本
- 與同為2004年播放的魔之系列進行過聯動
- 2007年，日本動畫《幸運☆星》經常出現Keroro軍曹內容。[16]
- 2007年，日本動畫《爆笑管家》引用大量Keroro軍曹各成員的經典台詞。[17]
- 2017年，日本推出的《旅行青蛙》手機遊機，當中的青蛙造型與Keroro軍曹一樣，頭部較大、雙頰鼓脹、四肢短小、行動苯拙的動物，遊戲推出不久在全球多地爆紅。[18]同時亦令不少日本、兩岸四地網友緬懷Keroro軍曹，更有中國大陆網友惡搞遊戲主角變成Keroro軍曹拼高達模型。[19]

### 韓國
- 2025年，韓國線上遊戲《테일즈런너》（又名《跑Online》/《超級跑跑》）推出一系列Keroro軍曹相關的遊戲角色及虛寶，並同時進行相關的商業合作活動。[20]

## 外部連結
- （日語） 吉崎觀音社 （页面存档备份，存于）
- （日語） http://www.keroro.com/ （页面存档备份，存于）
- （日語） 東京電視台官方網站 （页面存档备份，存于）
- （日語） 超劇場版 Keroro軍曹
- （日語） Keroro軍曹であります。 （页面存档备份，存于）
- （日語） Keroro同盟 （页面存档备份，存于）
- （繁體中文） 《Keroro軍曹》台灣官方網站
- （日語） Keroro官方YouTube頻道 （页面存档备份，存于）

| 第49回 平成15年度         |
| 《魔法咪路咪路》 篠塚廣夢 |

| 第50回 平成16年度                                       |
| 《Keroro軍曹》 吉崎觀音 《絕對無命- 危險爺爺》 曾山一壽 |

| 第51回 平成17年度   |
| 《動物小町》 前川涼 |